# Coaticook
Coaticook ist eine Kleinstadt in der Verwaltungsregion Estrie (auch Eastern Townships) in der kanadischen Provinz Québec.
Die Stadt liegt direkt an der Grenze zu den USA. Der Name der Stadt geht auf die Abenaki-Indianer zurück: Koatikeku heißt „Fluss in den Kiefernwäldern“.
Die Stadt ist etwa um 1800 gegründet und noch heute typisch viktorianisch gestaltet mit kleinen zweigeschossigen Backsteinhäusern.
Die gesamten Eastern Townships sind nach dem Bürgerkrieg in den USA von Loyalisten besiedelt worden. Der Einfluss durch frankophone Kanadier entwickelte sich erst später.
Sehenswert ist die Schlucht am Coaticook-Fluss mit der 169 m langen, sehr schmalen Hängebrücke.

## Söhne und Töchter der Stadt
- Julie Winnefred Bertrand (1891–2007), Altersrekordlerin

## Fotos aus Coaticook

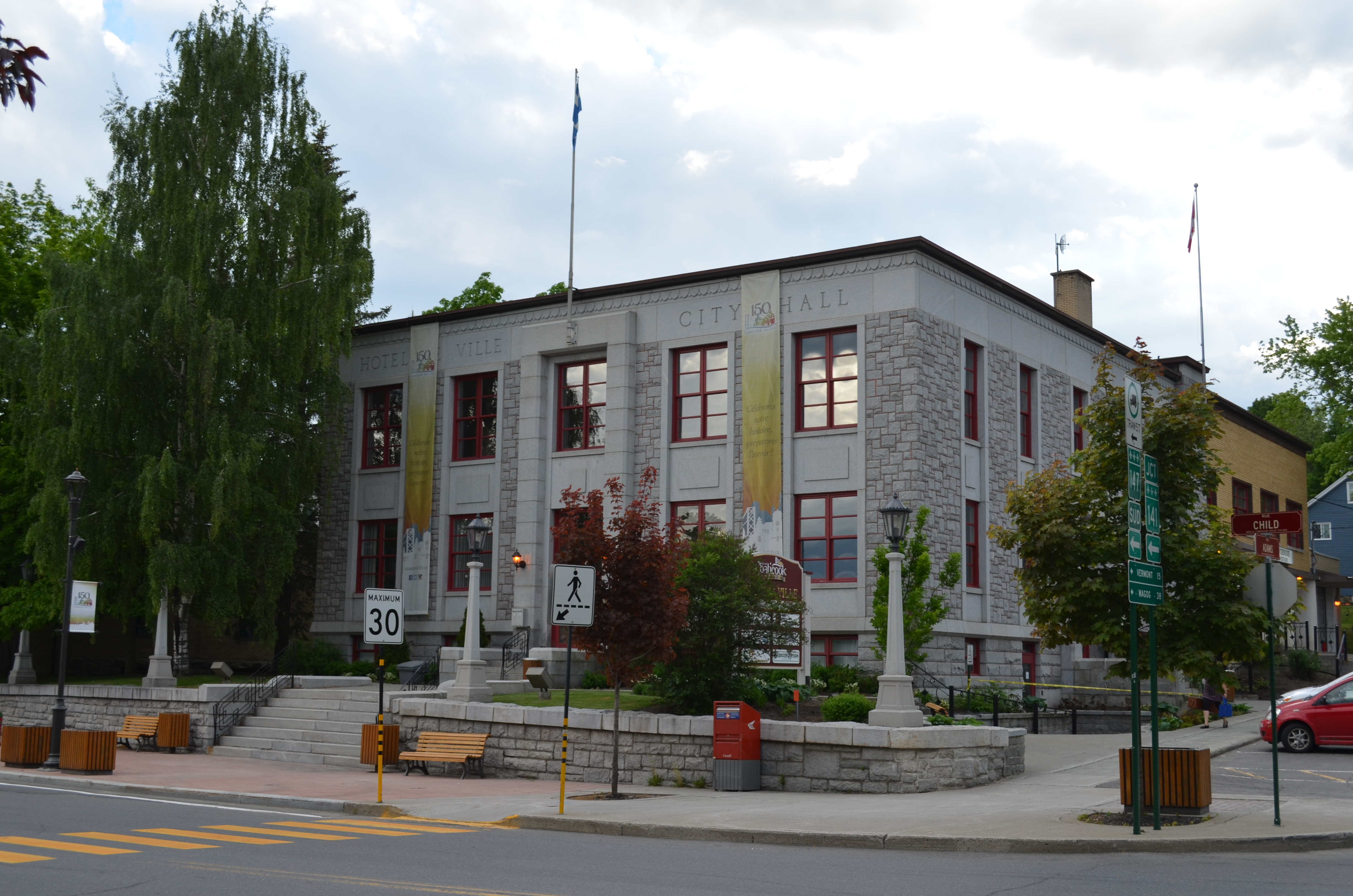
Coaticook Rathaus.
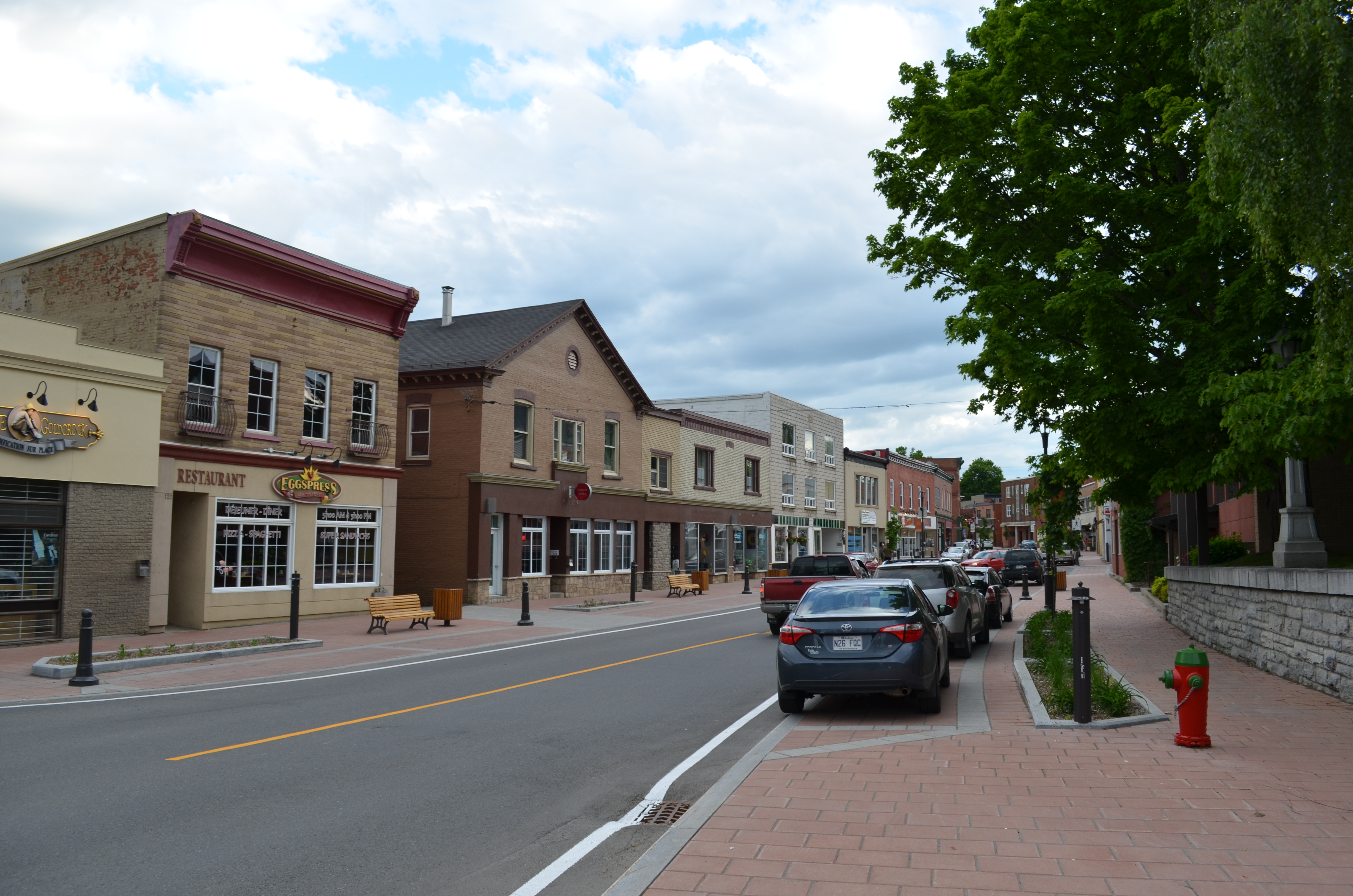
Child Straße.
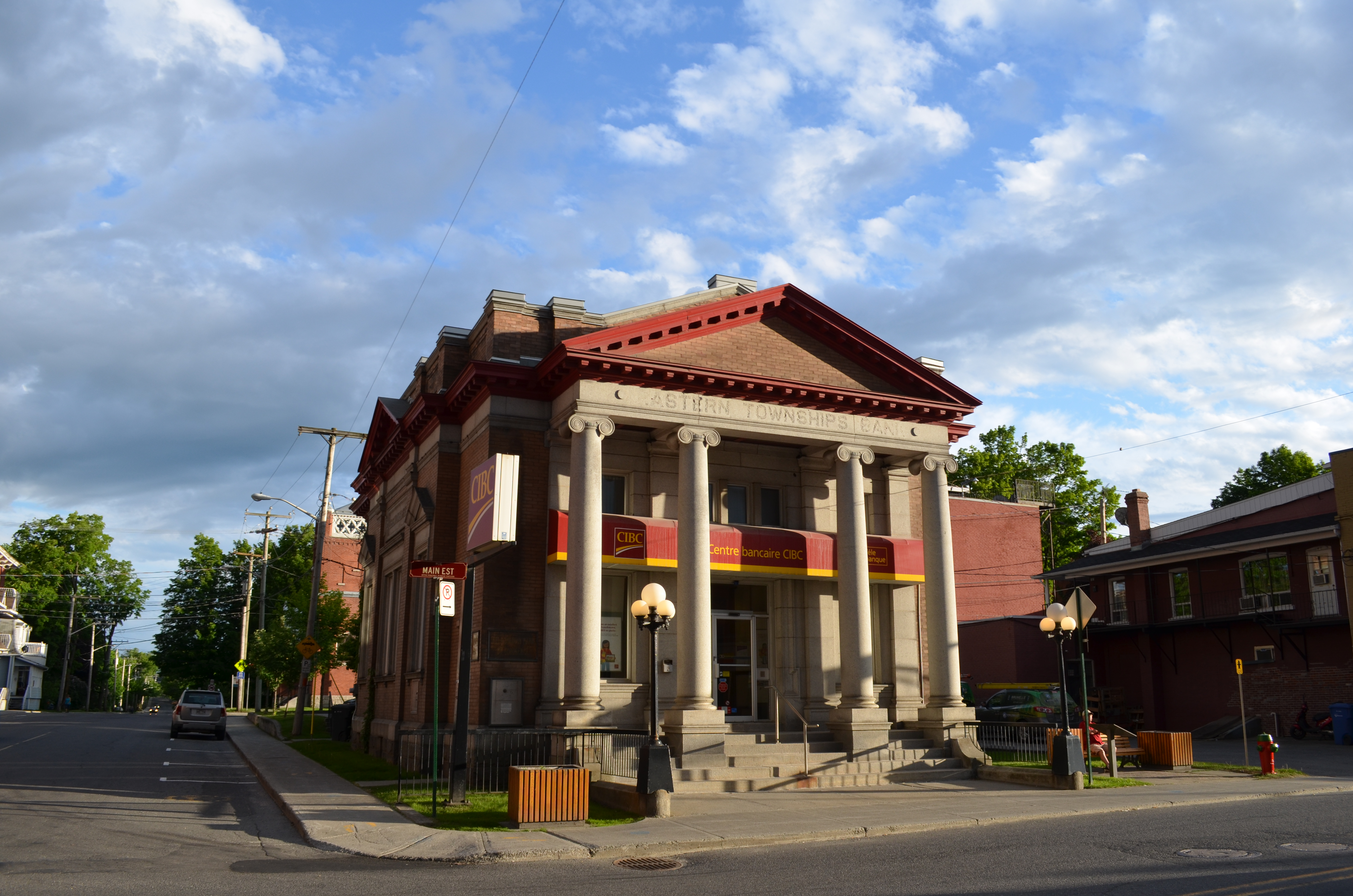
Früher Eastern Townships Bank, Main Est Straße.
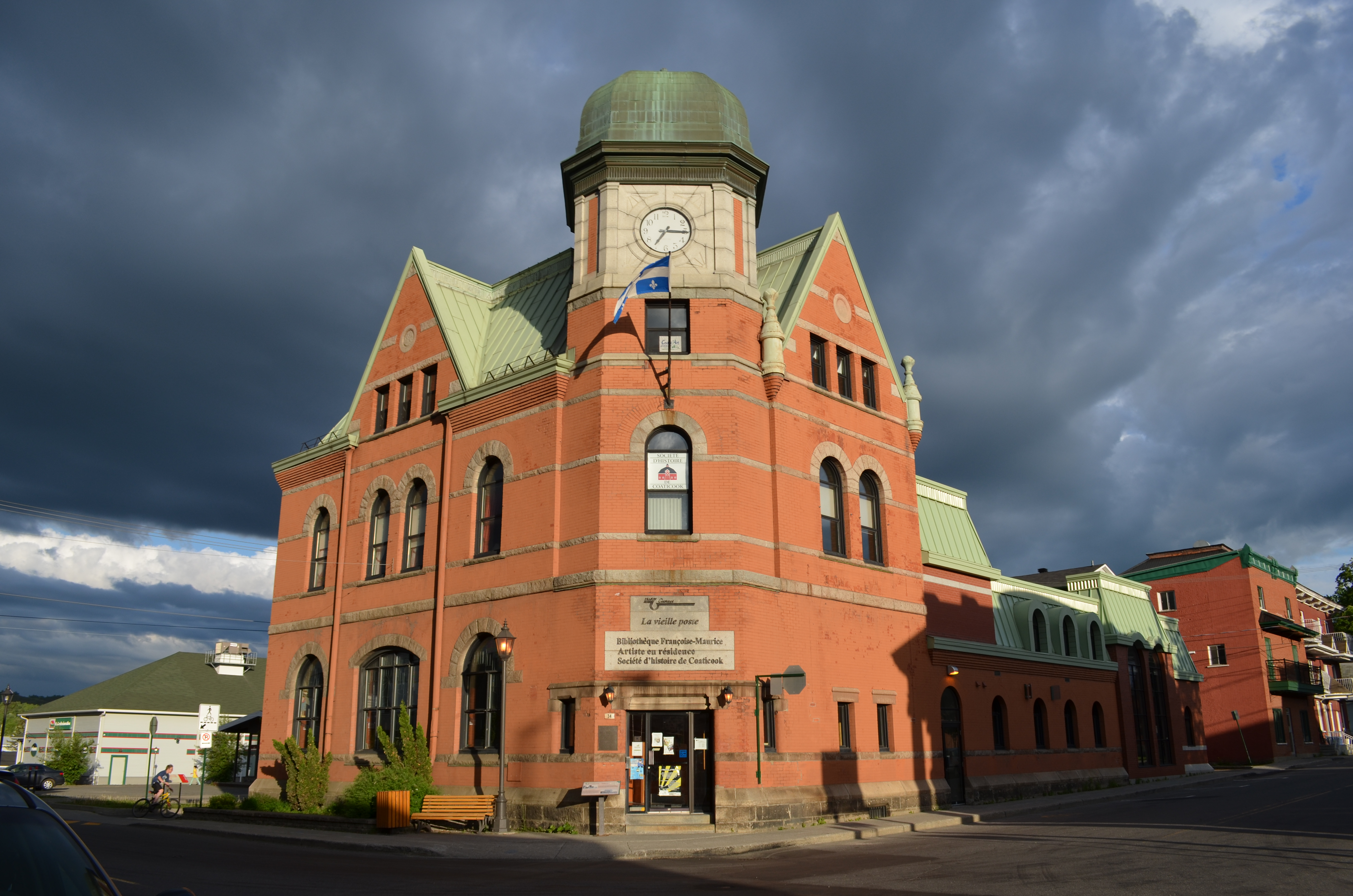
Das Postamt.